# Cayo Flavio Fimbria (cónsul 104 a. C.)
Cayo o Gayo Flavio Fimbria  fue un político y militar romano del siglo II a. C.

## Carrera pública
Según Cicerón, Fimbria era un homo novus que se elevó a los más altos honores en la República a través de su propio mérito y el talento. En 105 a. C. fue candidato al consulado y fue elegido por delante de Quinto Lutacio Cátulo. Fue colega de Cayo Mario en el consulado del año 104 a. C. Fimbria debió adquirir popularidad con anterioridad, ya que había fracasado en las elecciones tribunicias.
Se desconoce la provincia que obtuvo tras su consulado, pero parece que fue culpable de extorsión durante su administración ya que fue acusado por Marco Gratidio y Marco Emilio Escauro. A pesar de que las pruebas demostraban una evidente culpabilidad, Fimbria fue absuelto. Durante la rebelión de Lucio Apuleyo Saturnino (100 a. C.), Fimbria tomó las armas junto con otros consulares para defender la res publica. Cicerón lo describe como un jurista inteligente y poseedor de un gran poder en su oratoria que estaba, sin embargo, empañada por un exceso de vehemencia en sus gestos. En su niñez, Cicerón leyó parte de los discursos de Fimbria. Más adelante, cayeron en el olvido lo que llevó a Cicerón a poner de manifiesto la dificultad para encontrarlos. Su hijo homónimo combatió en la primera guerra mitridática.
En 104 a. C. aparece como firmante del bronce de Alcántara junto con Cayo Mario.